# Helminthophis praeocularis
Helminthophis praeocularis är en kräldjursart som beskrevs av den brasilianske herpetologen Afrânio Pompílio Gastos do Amaral 1924. Helminthophis praeocularis ingår i släktet Helminthophis, och familjen Anomalepididae. Inga underarter finns listade i Catalogue of Life.

## Utbredning och ekologi
H. praeocularis är en art som är endemisk i Colombia, i Sydamerika. Fyndplatserna är glest fördelade. De ligger 200 till 1200 meter över havet. Exemplaren vistas i ursprungliga skogar. Ödlan jagas av ormen Micrurus mipartitus. Honor lägger ägg.

## Hot
Inget är känt om ödlans population och möjliga hot. IUCN listar arten med kunskapsbrist (DD).